# Bolax fjärden
Bolax fjärden är en fjärd i Finland. Den ligger i den sydvästra delen av landet, 120 km väster om huvudstaden Helsingfors.
Bolax fjärden utgör gränsen mellan landskapen Egentliga Finland i väster och Nyland i öster. Den avgränsas i öster av Padvalandet och Bergön och i väster av en rad småöar som Tjukan, Finnharun, Storön och Nötön. I söder ansluter den till Hangö västra fjärd vid Tryhål och i norr till Klobbfjärden vid Padvaön.